# Lösungsbuch
Lösungsbücher sind Druckerzeugnisse, in denen der Leser Anleitungen und Tipps zum Durchspielen eines oder mehrerer Videospiele erhält.

## Entwicklung
Vorläufer der Lösungsbücher waren reine Komplettlösungen, die in Computerspielezeitschriften veröffentlicht oder in Dateiform verbreitet wurden. Mit zunehmender Komplexität der Videospiele wuchs auch der Umfang der Lösungen an, und es erschienen Sonderhefte, die sich einigen Spielen oder nur einem Spiel widmeten. Ende der 1980er und Anfang der 1990er Jahre waren viele dieser Publikationen inoffizielle Lösungsbücher, die ohne Billigung oder Mitwirkung des Spieleherstellers herausgebracht wurden. Zu einzelnen Titeln gab es aber auch offizielle Lösungsbücher, die mit Genehmigung des Spieleverlags entstanden oder sogar in Kooperation mit ihm, etwa zu dem 1993 veröffentlichten Adventure Myst. Im Laufe der 1990er und 2000er Jahre lösten die offiziellen Lösungsbücher die inoffiziellen mehr und mehr ab, außerdem wurden die Bücher zunehmend um weitere Elemente ergänzt. 2010 erschien zur Mehrzahl der meistverkauften Videospiele auch ein offizielles Lösungsbuch, teils sogar in zwei verschiedenen Editionen wie einer Standardausgabe und einer Collector's Edition.

## Aufbau und Funktion
Inzwischen bestehen Lösungsbücher nicht mehr nur aus dem Lösungsweg, sondern decken auch weitere Aspekte ab. Ein typisches Lösungsbuch enthält je nach Genre heutzutage:
- eine ausführlichere Erklärung des Spielablaufs als im Handbuch zum Spiel üblich, Hinweise zur Steuerung und zur effektiven Nutzung aller Spielelemente,
- eine Komplettlösung aller Kampagnenmissionen, Aufträge oder Szenarien,
- detaillierte Karten der Spielwelt,
- eine Liste der im Spiel verfügbaren Waffen, Rüstungen oder anderer Gegenstände mit Empfehlungen zu ihrer Verwendung,
- eine Liste der im Spiel verfügbaren Einheiten, Fahrzeuge, Technologien oder Gebäude mit deren Kosten und Tipps zu Platzierung und Nutzen,
- eine Liste der Computergegner mit Hinweisen, wie man am besten gegen sie vorgeht,
- eine Übersicht, wie man den Spielcharakter entwickeln kann, und Ratschläge, wie man dies besonders effektiv tut,
- mögliche Strategien für den Mehrspielermodus sowie
- eine Liste aller im Spiel verfügbaren Achievements.

Damit die Erklärungen im Text leicht nachzuvollziehen sind, werden Lösungsbücher gewöhnlich reich mit Bildschirmfotos aus dem Spiel illustriert. Darüber hinaus enthalten offizielle Lösungsbücher meist Artwork aus dem oder zum Spiel. Vor allem eine Collector's Edition kann um Konzeptzeichnungen, Informationen zur Entwicklung des Spiels oder auch Interviews mit den Entwicklern ergänzt werden.
Durch die vielen zusätzlichen Informationen dienen heutige Lösungsbücher nicht nur dazu, dem Leser das schnelle und problemlose Durchspielen des Titels zu ermöglichen. Vielmehr wird versucht, alle Elemente des Spiels zu beleuchten und zu analysieren, so dass das Lösungsbuch als umfassendes Nachschlagewerk zum Spiel angesehen werden kann. Dies und die aufwändige Aufmachung vieler Lösungsbücher lässt sie auch zu beliebten Sammlerobjekten werden, besonders wenn es eine spezielle Collector's Edition gibt, die sich durch Merkmale wie geringere Auflage, zusätzliche Texte oder Hardcover statt Broschur von der Standardausgabe unterscheiden kann.

## Genres
Seit den Anfängen werden Lösungsbücher zu Rollenspielen, Strategiespielen, Adventures und Ego-Shootern auf den Markt gebracht. Weniger häufig finden sich Bücher zu Simulationen, Rennspielen und Sportspielen, obwohl auch hier zu besonders erfolgreichen Reihen Lösungsbücher erscheinen.

## Lösungsbücher im erweiterten Sinne
Je nach Seitenzahl lassen sich Lösungshefte von Lösungsbüchern abgrenzen. Der Definition eines Hefts oder einer Broschüre folgend, haben Lösungshefte bis zu ungefähr 50 Seiten und keinen festen Einband. Typische offizielle Lösungsbücher der letzten Jahre haben hingegen einen Umfang von deutlich über 100 Seiten. Eine scharfe Trennlinie existiert jedoch nicht; so wird etwa auch das der Collector’s Edition von Die Sims 3 beiliegende, 8-seitige Heft als „Lösungsbuch“ bezeichnet.
Zu bestimmten Spielen wird sogar mehr als ein Buch auf den Markt gebracht. Für mehrere Pokémon-Spiele beispielsweise existiert neben dem eigentlichen Lösungsbuch ein als „Pokédex“ bezeichnetes Buch, das Bilder und Daten der verfügbaren Pokémon enthält. Für das MMORPG World of Warcraft ist unter den Bezeichnungen „Strategie-Guide“, „Atlas“, „Questguide“, „Gameguide“, „Taktik-Guide“, „Buch der Dungeons“ und „Klassenguide“ eine Fülle von Büchern erschienen. Obwohl keines dieser Bücher eine Komplettlösung des zugehörigen Spiels enthält, gelten sie im erweiterten Sinne als „Lösungsbücher“, weil sie dazu gedacht sind, dem Leser eine Hilfestellung beim Spielen zu bieten.

## Veröffentlichung
Gewöhnlich kommen offizielle Lösungsbücher heutzutage gleichzeitig mit dem betreffenden Spiel oder kurz darauf in den Handel. Das hat für die Verlage den Vorteil, dass Spieler noch keine Komplettlösungen ins Internet eingestellt haben, die als kostenlose Alternative dienen könnten. Allerdings ist damit der Nachteil verbunden, dass das Lösungsbuch auf der Grundlage einer Vorabversion des Spiels erstellt werden muss, die sich mehr oder weniger stark von der Verkaufsversion unterscheiden kann, je nachdem, wie viel die Entwickler in der letzten Phase vor dem Erscheinungstermin noch verändern. Mit einem Druckerzeugnis wie dem Lösungsbuch kann allgemein nicht sonderlich flexibel auf nachträgliche Änderungen an Software, etwa durch Patches, herunterladbare Inhalte und Add-ons, reagiert werden. Lösungsbuch-Verlage versuchen zum Teil, dem Veralten ihrer Produkte zu begegnen, indem sie diese in digitalisierter Form, als so genannte eGuides veröffentlichen, die theoretisch ständig aktualisiert werden können, oder indem sie selbst erstellte Videos wichtiger Szenen zum Herunterladen anbieten; auch diese lassen sich jederzeit aktualisieren.
Im deutschsprachigen Raum erscheinen Lösungsbücher überwiegend bei Verlagen, die auch Software veröffentlichen oder sich auf Lösungsbücher spezialisiert haben. Zu den Lösungsbuch-Verlagen zählen beispielsweise BradyGames, Data Becker, Future Press, Koch Media und Piggyback Interactive. Im englischsprachigen Raum ist Prima Games einer der führenden Verlage in diesem Bereich. Digitalisierte Versionen der englischsprachigen Lösungsbücher von Prima Games werden auch in Deutschland zum Herunterladen angeboten. Ein Anbieter zahlreicher inoffizieller Lösungshefte ist der Verlag Game-Press.
Vermarktet werden Lösungsbücher nicht nur unter dieser Bezeichnung, sondern auch als „Strategiebuch“, „Spieleberater“, „Guide“, „Spielführer“ oder einfach „Das offizielle Buch“.
Gelegentlich werden Lösungsbücher oder Teile davon besonderen Editionen von Videospielen beigefügt. So enthält die Platinum Edition des Rollenspiels The Witcher neben dem Handbuch ein als „Spielführer“ bezeichnetes 114-seitiges Lösungsbuch mit der Komplettlösung des Spiels. Auch die Spezialversion Stahlbarts Schatz von Risen 2: Dark Waters enthält ein etwa 200-seitiges Lösungsbuch.

## Verkaufszahlen
Die Verkaufszahlen von Lösungsbüchern werden selten veröffentlicht. Eine eigene Bestsellerliste gibt es bislang nicht, grobe Abschätzungen der relativen Verkaufszahlen sind nur durch eine Art von Händler-Charts möglich.
Ein Indiz für steigende Verkaufszahlen ist der Umstand, dass anders als zum Ende der 1990er Jahre und in den frühen 2000er Jahren inzwischen zu den meisten größeren Videospieltiteln ein offizielles Lösungsbuch erscheint, was zumindest teilweise sicher am Anwachsen des Videospielmarktes liegt. Der Trend, dass Spieler schneller zu Spielhilfen greifen als früher, wird allerdings auch kritisch gesehen. Allerdings verlieren auch klassische Lösungsbücher durch das Internet an Wert, da es zu fast jedem Spiel ein Fan-Wiki mit detaillierten Informationen zu dem Spiel gibt und Komplettlösungen meist auch online kostenlos, aber werbefinanziert, z. B. auf Spieletipps.de, veröffentlicht werden. Zudem stehen Tutorial-, Lest’s-Play- und Walkthrough-Videos auf Webvideoplattformen wie YouTube in Konkurrenz zu den klassischen Lösungsbüchern.